# Éply

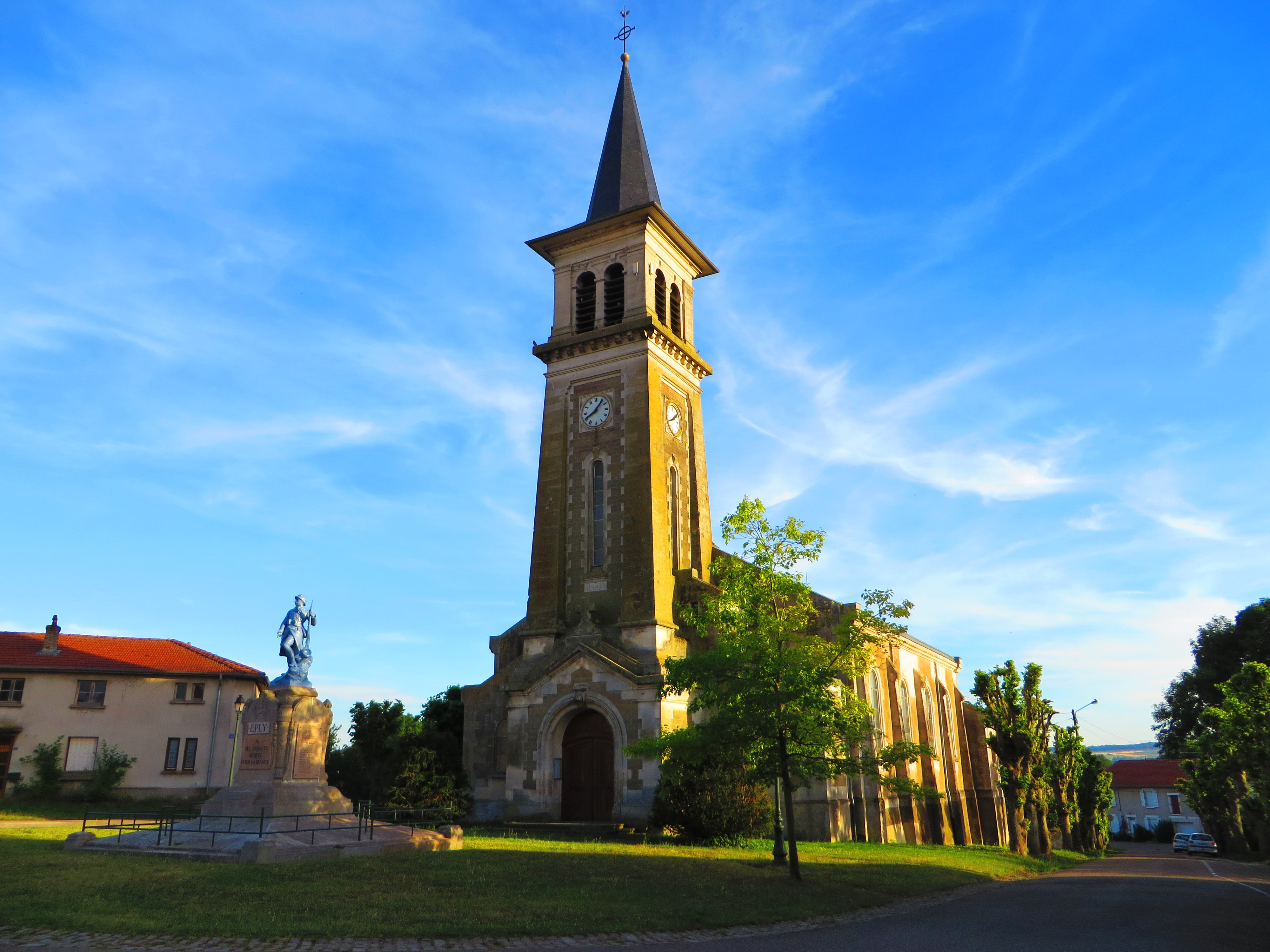
Kościół św. Krzysztofa (2015)

Éply – miejscowość i gmina we Francji, w regionie Grand Est, w departamencie Meurthe i Mozela.
Według danych na rok 1990 gminę zamieszkiwało 236 osób, a gęstość zaludnienia wynosiła 21 osób/km² (wśród 2335 gmin Lotaryngii Éply plasuje się na 810. miejscu pod względem liczby ludności, natomiast pod względem powierzchni na miejscu 517.).

## Populacja

Populacja Éply w latach 1962–2008